# 千田愛紗
千田 愛紗（せんだ あいさ、本名同じ、1982年11月8日 - ）は、台湾を拠点に、シンガポール、マレーシアなどのアジア圏で活動している日本人アーティストであり、台湾のアーティスト「大嘴巴(DA Mouth)」、日本のアーティスト「PEOPLE EVERYDAY」の女性ボーカル。
「愛紗」と英語の「AISA」で通用することが多い。

## 来歴
- 8歳から沖縄アクターズスクールに入学、島袋寛子や安室奈美恵と共に、歌・ダンスのレッスンを受ける。
- 1998年5月、『B.B.WAVES』のメンバーとして、シングル『TAKE OFF』でCDデビュー。
- 2000年8月、当時チャイニーズ居住圏において視聴率第1位であった、台湾の中華電視公司（華視）の人気番組『超級星期天』（スーパーサンデー）で行われた企画「超級動員令之日本美少女」に参加。
- 2000年10月、同オーディションにより6人いた参加者はダンスと歌の審査・毎週行われるゲームの累計ポイント・インターネット投票により、佐藤麻衣・高垣朋子・五島千佳とユニット「Sunday Girls」のメンバーとして正式に台湾での芸能活動を開始。
- 2001年7月、Sunday GirlsとしてCD『すきだよ 喜歡你』を豐華唱片（FORWARD MUSIC）よりリリース。宣伝活動でアジアを廻る。シンガポールでは握手サイン会に3000人を集め、現地メディアを驚かせた。
- 2001年9月、F4が出演した中華電視のドラマ「流星花園」の特別編「流星雨」に美作あきら（呉建豪）の相手役として出演。
- 2002年4月、TVBS-Gのペット番組「寵物樂透透」の司会兼レポーターとして出演して人気を博す。放送開始当初は60分番組だったが好評につき後に90分に拡大され、日本の番組から話題の番組として取材を受けたり他局で類似番組が発生するほどの人気となる。
- 2006年2月、緯來綜合台の「我的兒子是老大」で台湾で初の連続ドラマ出演を果たす。全65話。許小麗 役
- 現在は「大嘴巴(DA Mouth)」のメンバーとして台湾を中心に中国、シンガポール、マレーシア等、アジア各地で音楽活動を行っている（後述）。
- 日本においてはNIGOがプロデュースするユニット「PEOPLE EVERYDAY」のボーカルで2009年4月8日にデビュー（後述）。
- VANNESS (呉建豪)の楽曲『KODOKU』『Reason』の作詞を担当。

## 人物像
- 沖縄アクターズスクールではB.B.WAVESの歌重視のソングチームとダンス重視のダンスチームの両方に所属する稀少な存在で、インストラクターとして生徒を指導する立場をも任されていた。
- 現在も台湾をはじめとするアジア各国でコンサートツアーやテレビ、ラジオへの出演、広告活動、雑誌などで芸能活動を展開。

## 大嘴巴(DA Mouth)としての音楽活動
- 男性ボーカルの張懷秋・MCの40（薛仕凌）・DJの坂本宗華とともに、女性ボーカル担当として環球音樂（UNIVERSAL MUSIC TAIWAN）より2007年11月16日にアルバム『大嘴巴（同名專輯）』でデビュー。
- 2008年7月5日、台湾のグラミー賞と呼ばれている音楽賞・第19回金曲奨において最佳演唱組合奨（最優秀グループ賞）を受賞。
- 2008年12月19日、2枚目のアルバム『王元口力口』をリリース。青山テルマ feat.SoulJa「そばにいるね」のカバーが収録されている。2009年2月26日には2nd Lotとなる『王元口力口（升級盤）』をリリース。
- 2009年1月28日、日本版のアルバム『DA Mouth - 結局、どうなの～？♥ -』をユニバーサルミュージックのMILESTONE CROWDSレーベルよりリリース。
- 2009年5月20日、台湾の音楽賞・第20回金曲奨最佳演唱組合奨（最優秀グループ賞）候補に2年連続でノミネート（この年の最佳演唱組合奨は「南王祖妹花」が受賞）。
- 2009年7月15日、書籍『大嘴巴 YES 沖縄!』を凱特文化創意股份有限公司より発売。
- 2010年1月2日より、台湾のテレビ局・CHANNEL【V】で『音樂飆榜』の司会。
- 2010年1月23日、3枚目のアルバム『万凸3』をリリース。2010年4月2日には2nd Lotとなる『万凸3（喇舌寫真版）』をリリース。
- 2010年4月20日　【V】河南洛陽頒獎禮において媒體推薦年度實力組合獎、媒體推薦年度優秀台演繹獎、媒體推薦年度最受期待時尚組合獎の３賞受賞。
- 2010年10月8日、新曲を含めたベストアルバム『首部曲～DA FIRST EPISODE』をリリース。青山テルマを迎えた楽曲「Secret life」が収録されている。
- 2010年12月6日、北京・香港・広東・上海・台湾・シンガポール・マレーシアの中国語放送局7社が共催する第10回全球華語歌曲排行榜において最受歓迎組合奨を受賞。また張靚穎との合作である『辦不到』が最受歓迎合唱歌曲に選ばれる。
- 2011年1月16日、【V】CHINESE TOP Awards において最佳團體獎（最優秀グループ賞）を受賞。
- 2011年4月24日、東京・NHKホールで開催の「Asia Music Summit vol.2 feat. Dance masters」に出演。
- 2011年6月18日、第22回金曲奨・最佳演唱組合奨（最優秀グループ賞）を受賞。2008年の第19回に続いて2度目の受賞となる。
- 2011年11月15日、第11回全球華語歌曲排行榜において最受歓迎組合奨を2年連続で受賞。またアルバム『首部曲～DA FIRST EPISODE』に収録されている楽曲『没礼貌』が年度二十大金曲に選ばれる。
- 2011年12月24日、中華電信の携帯音楽アプリ「Hami Music」の企画として初の単独ライブ「Hami Music張大你的嘴巴」を台北・ATT 4 FUN（旧・紐約紐約展覽購物中心）内のATT Showbox 1で開催、2500人を動員。
- 2012年4月20日、4枚目のアルバム『流感』をリリース。
- 2012年8月10日、東京・国立代々木競技場第一体育館で開催の「a-nation Asia Progress F」に出演。
- 2012年10月18日、ニューヨークで開催の音楽イベント「CMJ MUSIC MARATHON 2012」に出演。
- 2012年11月2日、第12回全球華語歌曲排行榜において最受歓迎組合奨を3年連続で受賞。またアルバム『流感』に収録されている楽曲『Maybe的機率』が年度二十大金曲に選ばれる。
- 2015年5月8日、5枚目のアルバム『有事嗎?』をリリース。
- 2016年8月20日、すでにグループが解散していることが明らかになった[1][2]。

## PEOPLE EVERYDAYとしての音楽活動
- LOW JACK THREEと愛紗によるユニットである。2008年5月発売のLOW JACK THREEのアルバム『PLAYERS』に愛紗がゲスト参加する形で関わっていたところに、NIGOプロデュースの形として新たなユニット名でユニバーサルミュージックのMILESTONE CROWDSレーベルよりデビュー。
- 2009年4月8日、『PositivE loop』をリリース。
- 2009年5月27日、『UNIVERSE』をリリース。

## 日本での活動（音楽以外）
- 2004年、周渝民主演「戦神」のロケで仙台のSUGOサーキットでの撮影に同行。エンターテイメント情報番組「FUN FAN Run」のロケも兼ねていたが、周渝民のファンとの交流会では通訳もこなした。
- 2005年、札幌でのF4展に流星雨のPRの為呉建豪とともに来場。ラジオ収録も行う。
- 雑誌「週刊朝日」(2001年12月14日号)「AERA」(2005年8月15 - 22日号)、ガイドブック「地球の歩き方・台北」（06 - 07年版）に記事が掲載されている。
- 雑誌「週刊文春」のWEB版「週刊文春WEB」の企画「萩庭桂太 YOUR EYES ONLY」に記事が掲載されている。

## 出演

### バラエティーレギュラー番組（日本）
- C-POP WORLD F4通信（2005年）
- FUN FAN Run（2005年）
- C-POP WORLD 華流Festa!（2006年）
- C-POP WORLD 恋しチャイナ!（2006年）
- 音樂無双 SET THE MUSIC SPACE（2013年、スペースシャワーTV）

### ドラマ番組（台湾）
- 流星花園 第5話（2001年、中華電視）
- 流星雨 美作編（2001年、中華電視）
- 貧窮貴公子〜山田太郎ものがたり〜 第3話（2001年、中華電視）
- 麻辣鮮師 第103話（2002年、中華電視）
- 薔薇之恋〜薔薇のために〜 第1話（2003年、台湾電視）
- 千金百分百〜ふたりのお嬢様!!〜 第4話（2003年、三立都會台）
- 我的兒子是老大（2006年、緯來綜合台）
- 惡作劇之2吻 They Kiss Again〜イタズラなKiss2〜（2007年、八大電視）

### 映画（台湾）
- 愛到底（第六號瀏海）（2009年）
- 真相禁區（2016年）

### 舞台（台湾）
- 走向春天的下午 特別ゲスト出演

### バラエティー司会、レギュラー番組（台湾）
- 超級星期天（2000年、中華電視／Sunday Girls）
- 台湾怕虎怕（2000年、中国電視／Sunday Girls）
- 綜藝少女組（2001年、中国電視）
- 青春六人行（2002年、中華電視）
- 寵物樂透透（2002年、TVBS-G）
- 搞笑9點檔（2002年、MUCH TV）
- 綜藝小妹大（2002年、中華電視）
- 中天影劇版（2002年、中天資訊台）
- 綜藝大哥大（2002年、中国電視）
- 綜藝美食廚房（2002年、非凡商業台）
- 搞怪亮飯店（2003年、緯來綜合台）
- 流行新幹線（2003年、非凡商業台）
- 流行109（2003年、非凡商業台）
- 天才GOGOGO（2003年、中華電視）
- 綜藝哇沙米（2003年、中国電視）
- 狗喵同学會（2004年、中国電視）
- 追夢傳説（2004年、人間衛視）
- FUN FAN Run（2004年、中華電視）
- 好康料理王（2004年、中国電視）
- 寶島料理王（2004年、中国電視）
- +8電動王（2005年、中天娯楽台）
- 歓樂一路發（2005年、台湾電視）
- 娛樂百分百（2005年、八大電視台）
- 日本美妝情報王（2006年、台視財経家庭台）
- 電玩特攻（2006年、衛視中文台）
- 幸福快樂玩（2006年、亜洲旅遊台）
- Asia Travel（2007年、亜洲旅遊台）
- 音樂飆榜（2010年、CHANNEL【V】／大嘴巴）
- 周六大挑戰（2013年、中華電視）
- 音樂無雙 SET THE MUSIC SPACE（2013年、三立都會台・MTV）

### PV
- Listen to Your Heart（呉建豪 / In Between）

### 広告（日本）
- STAYREAL（2011年／大嘴巴）

### 広告（台湾）
- YAP!（2000年／Sunday Girls）
- YAMAHA JOG（2001年／Sunday Girls）
- カルピスウォーター（2001年）
- 統一夢公園 上田屋紅豆湯（2003年）
- 中華網龍 三国演義Online（2003年）
- 萬華美食西遊記（2003年）
- 真口味食品公司 古道超緑茶（2003年）
- 台湾糖業公司 相思蜜紅豆雪糕（2006年）
- アーノルドパーマー（2007年）
- REVLON（2008年 2009年 2010年 2011年）
- Cutie Chic（2008年）
- grace gift（2009年)
- 舞嘻哈GROOVE PARTY （2009年）
- AIR APACE （2010年）
- PUMA（2009年 2010年／大嘴巴）
- 小林眼鏡（2009年／大嘴巴）
- YAMAHA（2009年／大嘴巴）
- Deco Online（2009年／大嘴巴）
- VAGARY（2009年 2010年）
- SEXY LOOK （2008年 2009年 2010年 2011年 2012年）
- 街頭潮聖（2010年／大嘴巴）
- STAYREAL（2011年 2012年／大嘴巴）
- 發票助老（2011年／大嘴巴）
- アーノルドパーマー (2011年秋冬 2012年／大嘴巴）
- アーノルドパーマーbags (2011年秋冬／大嘴巴）
- PLAYBOY SHOES（2011年 2012年／大嘴巴）
- 搖滾雪泥染（2011年 2012年／大嘴巴）
- 無毒家園（2011年／大嘴巴）
- 轉動台灣向前行（2011年／大嘴巴）
- Whoopy軟體百貨（2011年 2012年／大嘴巴）

### 広告（中国）
- PUMA（2010年／大嘴巴）
- ケンタッキーフライドチキン（2011年／大嘴巴）
- STAYREAL（2011年／大嘴巴）
- PHILIPS イヤホン ヘッドホン（2011年／大嘴巴）

### 広告（シンガポール マレーシア）
- PUMA（2010年／大嘴巴）

## 書籍（台湾）
- 愛紗の和風便當（2003年、台湾、平装本出版有限公司）
- 朝顔美人 愛紗的一週美麗日課（2008年、台湾、平装本出版有限公司）
- 大嘴巴 YES 沖縄!（2009年、台湾、凱特文化創意股份有限公司／大嘴巴）
- 愛紗的日語異想世界（2012年、台湾、捷徑文化出版事業有限公司）

## CD

### Sunday Girls
- アルバム『すきだよ 喜歡你』（2001年7月27日、台湾、豐華唱片）

### 大嘴巴(DA Mouth)
- アルバム『大嘴巴（同名專輯）』（2007年11月16日、台湾、環球音樂）
- アルバム『王元口力口』（2008年12月19日、台湾、環球音樂）
- アルバム『DA Mouth - 結局、どうなの～？♥ -』（2009年1月28日、日本、ユニバーサルミュージック MILESTONE CROWDSレーベル）
- アルバム『王元口力口（升級盤）』（2009年2月26日、台湾、環球音樂）
- アルバム『万凸3』（2010年1月23日、台湾、環球音樂）
- アルバム『万凸3（喇舌寫真版）』（2010年4月2日、台湾、環球音樂）
- アルバム『首部曲～DA FIRST EPISODE』（2010年10月8日、台湾、環球音樂）
- アルバム『流感』（2012年4月20日、台湾、環球音樂）
- アルバム『有事嗎?』（2015年5月8日、台湾、環球音樂）

### PEOPLE EVERYDAY
- シングル『PositivE loop』（2009年4月8日、日本、ユニバーサルミュージック MILESTONE CROWDSレーベル）
- アルバム『UNIVERSE』（2009年5月27日、日本、ユニバーサルミュージック MILESTONE CROWDSレーベル）

### その他
- LOW JACK THREE　アルバム『PLAYERS』（2008年5月21日、日本、ユニバーサルミュージック MILESTONE CROWDSレーベル）
『INTO THE MIRROR feat.AISA』収録
- VANNESS (呉建豪)　シングル『I don't wanna lose you』（2009年9月2日、日本、ポニーキャニオン）
『KODOKU』作詞担当
- VANNESS (呉建豪)　シングル『Reason』（2010年1月20日、日本、ポニーキャニオン）
『Reason』作詞担当
- 青山テルマ　アルバム『LOVE STORY』（2011年5月、アジア各国、ユニバーサルミュージック）
『Secret Life』収録